# Prix Finlandia de la bande dessinée
Le prix Finlandia de la bande dessinée (finnois : Sarjakuva-Finlandia-palkinto) est un prix de bande dessinée remis par la ville de Tampere depuis 2007.
Doté de 5 000 €, il récompense un auteur de bande dessinée finlandais pour une œuvre récente. 
Comme pour le prix Finlandia, la plus prestigieuse récompense littéraire du pays, le lauréat est choisi par un unique électeur parmi dix titres choisis par un comité de sélection.

## Lauréats
| Année | Auteur(e) | Titre                         | Maison d'édition                  |
| ----- | --- | ----------------------------- | --------------------------------- |
| 2007  | Milla Paloniemi (fi) | Kiroileva Siili               | Kustannusosakeyhtiö Sammakko (fi) |
| 2008  | Risto Isomäki (fi) | Sarasvatin hiekkaa            | Tammi                             |
| 2008  | Petri Tolppanen | Sarasvatin hiekkaa            | Tammi                             |
| 2008  | Jussi Kaakinen | Sarasvatin hiekkaa            | Tammi                             |
| 2009  | Petteri Tikkanen (fi) | Eero                          | Like                              |
| 2010  | Kati Kovács | Kuka pelkää Nenian Ahnavia?   | Arktinen Banaani (fi)             |
| 2010  | Heiki Paakkanen | Amerikka                      | Arktinen Banaani (fi)             |
| 2011  | Ville Tietäväinen | Näkymättömät kädet            | WSOY                              |
| 2012  | Lauri Ahonen et Jaakko | Pikku Närhi                   | Egmont Kustannus                  |
| 2013  | Ville Ranta | Kyllä eikä ei                 |                                   |
| 2014  | Tiitu Takalo | Minä, Mikko ja Annikki        | Suuri kurpitsa                    |
| 2015  | Kati Närhi (fi) | Seitsemäs vieras              | WSOY                              |
| 2016  | Janne Kukkonen (fi) | Voro : Kolmen kuninkaan aarre | Like                              |
| 2017  | Kaisa Leka | Imperfect                     | Absolute Truth Press              |
| 2017  | Christoffer Leka | Imperfect                     | Absolute Truth Press              |
| 2018  | Warda Ahmed, Mari Ahokoivu (fi), Ainur Elmgren (fi), Reetta Laitinen (fi), Annukka Leppänen, Reetta Niemensivu (fi), Emmi Nieminen, Elina Ovaskainen, Hannele Richert, Aino Sutinen (fi) et Tiitu Takalo | Sisaret 1918                  | Arktinen Banaani                  |
| 2019  | Ulla Donner (fi) () | Skiten                        | Schildts & Söderströms (fi)       |
| 2020  | Pauli Kallio (fi) et 22 dessinateurs | Ammatti: Käsikirjoittaja      | Suuri Kurpitsa                    |
| 2021  | Suvi Ermilä (fi) | Vastaanottokeskus             | Suuri Kurpitsa                    |
| 2022  | Kimmo Lust | Silmukka                      | Suuri Kurpitsa                    |
| 2023  | Emilia Laatikainen | Ei ois susta uskonu           | Suuri Kurpitsa                    |